# Strephonota acameda
Espèce
Strephonota acameda est un papillon de la famille des Lycaenidae, de la sous-famille des Theclinae et du genre Strephonota.

## Dénomination
Strephonota acameda a été décrit par William Chapman Hewitson en 1867 sous le nom de Thecla acameda.
Synonymes : Thecla paulina Draudt, 1920.

## Description
Strephonota acameda est un petit papillon avec une longue fine queue à chaque aile postérieure. Le dessus de couleur bleu outremer avec aux ailes antérieures une partie noire du 1/3 du bord costal à l'angle interne alors que les ailes postérieures ont uniquement une bande costale noire.
Le revers est gris argenté avec une partie basale plus foncée et aux ailes postérieures deux ocelles rouge dont un en position anale.

## Écologie et distribution
Strephonota acameda réside dans le sud au Brésil et en Guyane,.

### Protection
Pas de statut de protection particulier.